# 韩莹 (台湾)
韩莹（1989年2月18日—），臺灣政治人物，现任民主進步黨发言人。加入民进党前，韩莹曾在三立電視、UDN TV、公共電視台任职新闻主播、记者。

## 经历
1989年2月18日，韩莹出生于臺灣。大学就读于輔仁大學经济学系，2011年毕业后便通过校园征选进入三立電視任社会组、政治组文字记者。不久后转至新成立的UDN TV担任晨间新闻主播。
2017年韩莹加入公共電視台。初期为《獨立特派員》专题记者，其制作的《怒吼燭光-風暴》系列报道曾获第九屆星雲真善美新聞傳播獎社会前进奖及入围第十六届卓越新聞獎國際新聞報導獎。后转任政治组记者，负责总统府及外交新闻，曾多次随时任总统蔡英文出访，亦曾报道2018年朝美首脑会晤、2019年香港反修例事件、2022年APEC峰会等重大国际新闻事件。2019年，成为公视主力新闻节目《公視晚間新聞》的轮值主播。她亦曾参与公视《一字千金》等益智节目录制。
2024年5月，韩莹从公视离职。随后在民主進步黨邀请下，于同年7月3日出任民进党发言人，接替因参选民进党中执委而辞职的新北市议员卓冠廷。

## 家庭
韩莹舅舅为行政院政务委员兼公共工程委员会主任委员陳金德。

## 外部連結
- 韩莹的Instagram帳戶
- 韩莹的Threads